# خميس الخشنة
خميس الخشنة، بلدة وبلدية تابعة لدائرة خميس الخشنة في ولاية بومرداس بالجزائر.

## مواضيع ذات صلة
- بلديات ولاية بومرداس
- دوائر ولاية بومرداس